# Didymodon rufidulus
Didymodon rufidulus är en bladmossart som beskrevs av Brotherus 1902. Didymodon rufidulus ingår i släktet lansmossor, och familjen Pottiaceae. Inga underarter finns listade i Catalogue of Life.